# لیچوان، هوبئی
لیچوان (به لاتین: Lichuan) یک منطقهٔ مسکونی در چین است که در ولایت خودمختار انشی توجیا و میائو واقع شده‌است. لیچوان ۴٬۶۱۲٫۱۹ کیلومتر مربع مساحت و ۶۵۴٬۰۹۴ نفر جمعیت دارد و ۱٬۰۸۳ متر بالاتر از سطح دریا واقع شده‌است.